# Niagarské vodopády
Niagarské vodopády (anglicky Niagara Falls) je souhrnné označení pro celkem tři sousedící vodopády na řece Niagara, která vytéká z Erijského jezera a vtéká do jezera Ontario. Největší a nejznámější z nich, Podkova (Horseshoe Falls), dosahuje výšky 52 metrů. Převážná část Podkovy se nachází na území kanadské provincie Ontario. Druhý, menší Americký vodopád (American Falls) a třetí, nejmenší Nevěstin závoj (Bridal Veil Falls) leží celé na území amerického státu New York. Během hlavní turistické sezóny vodopády protéká 2 800 m3/s vody (90 % z tohoto množství přes Podkovu).

## Geologie
Řeka Niagara a Velká jezera jsou dědictvím poslední doby ledové. Před 18 000 lety bylo jižní Ontario pokryto 2–3 km tlustou vrstvou ledu. Jak led postupně roztával, uvolňovalo se obrovské množství vody, která se usazovala v pánvi. Samotné Niagarské vodopády vznikly přibližně před 12 000 lety. Nacházely se ovšem o asi 11 km níže po proudu řeky než dnes. Vodopády se v minulosti posouvaly v průměru o 1 m ročně proti proudu, současné tempo eroze je přibližně 30 cm ročně. Odhaduje se, že za zhruba 50 000 let vodopády překonají zbývajících 32 km k Erijskému jezeru a přestanou existovat.

## Historie
Existují různé teorie o vzniku názvu Niagara, jisté je, že se jedná o jméno indiánského původu. První Evropané do této oblasti přišli v 17. století. Samotné vodopády byly poprvé popsány v roce 1677 belgickým misionářem Louisem Hennepinem. Během 19. století se vodopády staly turistickou atrakcí, navštívil je například bratr Napoleona Bonaparte Jérôme. V březnu 1848 vodopády na 40 hodin vyschly, když proud zablokoval led. Téhož roku byl přes řeku vybudován první most. Ten byl v roce 1855 nahrazen Roeblingovým visutým mostem ze dřeva a kamene a v roce 1886 visutým ocelovým mostem, přes který dodnes jezdí vlaky. V roce 1897 přibyl další most spojující Kanadu a USA, Whirlpool Rapids Bridge, a v roce 1941 byl postaven Rainbow Bridge. Po první světové válce se do oblasti opět začali hrnout turisté; 20. století charakterizuje snaha využít vodní energii a zároveň regulovat rozvoj, který by mohl ohrozit krásu vodopádů.

## Průmyslové využití
Rozpoznání potenciálu Niagarských vodopádů k výrobě energie sahá daleko do minulosti. Prvním, kdo využil sílu vodopádů, byl Daniel Joncaire, který nad nimi v roce 1759 vybudoval malý kanál, sloužící k pohánění jeho pily. V roce 1881 pod vedením Jacoba F. Schoellkopfa vznikla první vodní elektrárna na Niagaře, jež dodávala elektřinu vodním mlýnům a pouličnímu osvětlení několika ulic. V roce 1895 Nikola Tesla u vodopádů postavil první významnou hydroelektrárnu na světě, jak na americké straně připomíná jeho bronzová socha. V roce 1957 Spojené státy začaly budovat obrovskou vodní elektrárnu Roberta Mosese se 13 generátory. Když byla v roce 1961 spuštěna, jednalo se o největší vodní elektrárnu západního světa; dodnes je největším výrobcem elektřiny ve státě New York. Podle smlouvy z roku 1950 musí ve dne během hlavní turistické sezóny (od 1. dubna do 31. října) vodopády protékat 2 800 m3/s vody, v noci či mimo turistickou sezónu je minimální průtok stanoven na 1 400 m3/s vody. Všechny elektrárny na Niagaře mohou dohromady generovat až 5 GW energie.

## Ochrana
Koncem 19. století hrozilo, že vodopády budou určeny výhradně k průmyslovému využití. Na jejich ochranu posléze vzniklo hnutí Free Niagara, jehož největším úspěchem bylo v roce 1885 vytvoření prvního chráněného území státu New York – Niagara Falls State Park. Ve stejném roce začala být chráněna také kanadská strana vodopádů. Cílem bylo nejen ochránit přírodu, ale také umožnit návštěvníkům vychutnat si krásů vodopádů. Ve 20. století se ochrana vodopádů týkala zejména regulace toku řeky stanovením minimálního průtoku a snahy zpomalit erozi.

## Cestovní ruch
Po obou stranách vodopádů existují dvě města po Niagarských vodopádech pojmenovaná (viz Niagara Falls v kanadské provincii Ontario a Niagara Falls v americkém federálním státě New Yorku). Jde o velkou turistickou atrakci celé oblasti.
V okolí vodopádů se nachází také řada historických památek, vztahujících se k britsko-americké válce (válce roku 1812). Na horním toku Niagary na kanadské straně stojí pevnost Fort Erie, na dolním toku v ústí Niagary do jezera Ontario stojí na kanadské straně (v městečku Niagara-on-the-lake) pevnost Fort George a na americké straně stojí Fort Niagara.
Nejznámější atrakcí u vodopádů je vyhlídková projížďka lodí společnosti Maid of the Mist. Dvě lodě, Maid of the Mist VI a Maid of the Mist VII, každá s kapacitou 600 pasažérů, vozí turisty kolem Amerického vodopádu a Nevěstina závoje až do srdce Podkovy, kde je ze tří stran obklopují burácející vodopády a stříká na ně vodní tříšť. První loď Maid of the Mist, která začala jezdit v roce 1846, byla parní a převážela cestující, dostavníky a koně na druhou stranu řeky, v roce 1848 po dostavbě mostu se pak z převozu staly vyhlídkové plavby. Společnost, jak ji známe dnes, byla založena v roce 1885. Na kanadské straně projížďky lodí zajišťuje společnost Hornblower Cruises & Events.
Další oblíbenou atrakcí na americké straně je Cave of the Winds. Návštěvníci se svezou výtahem dolů na úroveň řeky, kde se za hlasitého hučení vody procházejí pod vodopády po dřevěných lávkách, schodech a plošinách, jež se pokaždé v listopadu odstraňují a každé jaro znovu staví, neboť přes zimu tam panuje extrémní počasí. Nejblíže se mohou dostat k Nevěstinu závoji – jedna z plošin, postavena téměř úplně pod ním, jim umožňuje nechat se osvěžit sprchou z vodopádu.
Na kanadské straně mohou turisté vyzkoušet podobnou atrakci Journey Behind the Falls, která je zavede na vyhlídkovou plošinu blízko úpatí Podkovy a do tunelů, kde mohou otevřenými portály pozorovat padající masu vody. Historie této atrakce sahá do roku 1818, kdy zde bylo postaveno první schodiště. V roce 1887 byl vybudován první výtah a v roce 1889 první tunely.
Na kanadské straně mohou turisté také navštívit dvě obrovské vyhlídkové věže – Skylon Tower a Minolta Tower.

## Zajímavosti
Slavný francouzský provazochodec a akrobat Blondin (rodným jménem Jean François Gravelet) v roce 1859 jako první překonal Niagaru po laně, asi v místech dnešního Rainbow Bridge, tedy ne přímo nad vodopády. Lano bylo přibližně 340 m dlouhé a viselo 50 m nad vodní hladinou. Svůj kousek několikrát zopakoval a obměnil – řeku mimo jiné přešel se zavázanýma očima nebo se svým manažerem na zádech.
Od roku 1896 je přecházení vodopádů po laně ilegální. Výjimka byla udělena americkému provazochodci Nikovi Wallendovi, jenž se v červnu 2012 stal prvním člověkem, který kdy přešel po laně přímo nad vodopády – Wallenda úspěšně překonal 550 m dlouhou vzdálenost na laně visícím 60 m nad hranou Podkovy.
O první úspěšné překonání vodopádů v sudu se 24. října 1901 zasloužila 63letá učitelka z New Yorku Annie Edson Taylor. Až na lehce krvácející ránu u ucha se jí při pádu nic nestalo. Když ze sudu vylezla, řekla: „Tohle už by nikdy nikdo neměl zkoušet.“ Ještě o pět dní dřív než Taylorová vodopády překonala kočka jménem Iagara, kterou Taylorová poslala dolů ve svém sudu, aby vyzkoušela jeho pevnost. Navzdory fámám, které tehdy kolovaly, Iagara přežila nezraněna a později dokonce pózovala s Taylorovou na fotografiích. Od tohoto historického prvního proplutí vodopádů v sudu se o podobný čin pokusilo čtrnáct lidí, a to s pomocí nejrůznějších zařízení. Některým se nestalo nic, jiní se utopili nebo se vážně zranili. Přeživší takových kaskadérských kousků čeká obvinění a vysoká pokuta, neboť na obou stranách hranice jsou podobné pokusy překonat vodopády ilegální.
Iagara není jediné zvíře, které úspěšně překonalo vodopády. V červenci 1930 se o proplutí Podkovou v sudu pokusil George Stathakis, přičemž si s sebou vzal svou 150 let starou želvu. Přestože Stathakis pád bez problémů přežil, později se udusil, protože téměř tunu vážící sud zůstal zachycený za vodopádem a následujících více než dvacet hodin jej nebylo možné vyprostit. Stathakisově želvě jménem Sonny se nic nestalo.
V červenci 1960 pád do Podkovy jako zázrakem přežil 7letý Roger Woodward, který měl na sobě jen záchrannou vestu. Jeho 17letá sestra Deanne vodopádu jen těsně unikla – dva turisté ji vytáhli z vody pouhých 6 m od jeho hrany.
Na místním hřbitově je pohřben česko-kanadský kaskadér Karel Souček, který 2. července 1984 úspěšně proplul vodopády v sudu. Pokus podobný kaskadérský kousek zopakovat o rok později v Houstonu v Texasu jej však stál život – sud se uvolnil předčasně a při nekontrolovaném pádu narazil na okraj nádrže.
V srpnu 1985 se 22letý Steve Trotter, začínající kaskadér z Rhode Islandu, stal nejmladším člověkem, který vodopády překonal v sudu. O deset let později byl Trotter znovu úspěšný a stal se druhou osobou, která proplutí vodopády přežila dvakrát.
V září 1989 došlo k prvnímu překonání vodopádů ve dvoumístném sudu Peterem DeBernardim a Jefferym Jamesem Petkovichem.
V říjnu 2003 se Kirk Jones z Michiganu stal prvním známým člověkem, jenž přežil pád do Podkovy bez vesty či jakéhokoli nadnášecího náčiní. Stále se neví, zda měl Jones v úmyslu spáchat sebevraždu. Z 52 m dlouhého pádu vyvázl jen s otlučenými žebry, odřeninami a pohmožděninami. Podobný pád později přežili ještě další dva muži.
Během extrémních mrazů v lednu 2014 velká část vodopádů zamrzla. V roce 2015 vylezl po zamrzlém okraji vodopádu horolezec Will Gadd.
Kuriózní nehoda se stala jednomu turistovi na atrakci Cave of the Winds – trefil jej losos, který nečekaně vyletěl z vody. Naštěstí se vše obešlo bez zranění a turista si mohl chycenou trofej vzít domů na památku.
Přímo u vodopádů se natáčel film Niagara s Marilyn Monroe, známé jsou scény na dřevěných schodech, natáčení dole u Niagary pod Americkým vodopádem a scény z Bell Tower, která se nachází u prvního mostu pod vodopády na kanadské straně.

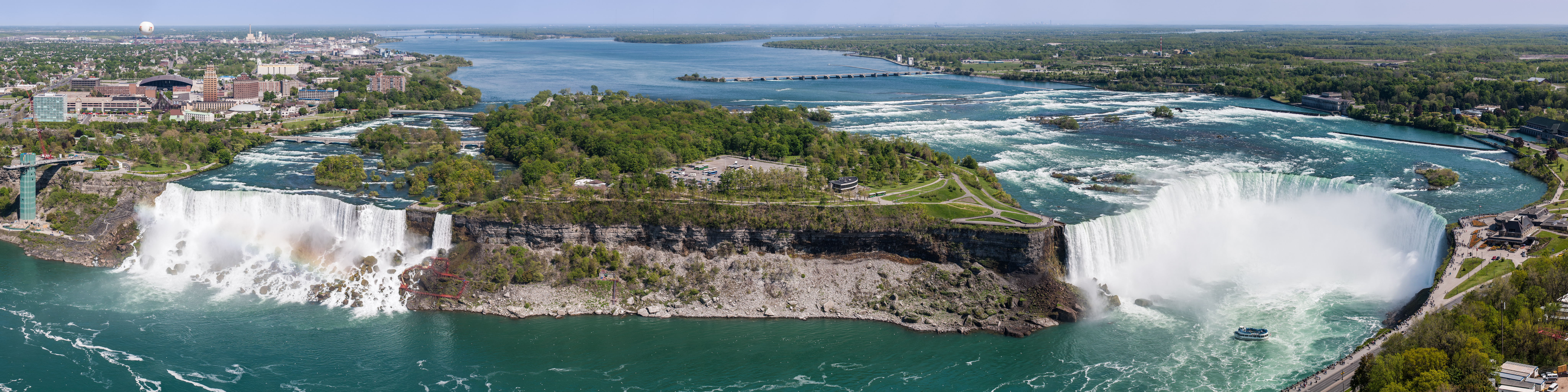
Výhled na Niagarské vodopády z věže Skylon Tower (vlevo Americký vodopád, vpravo Podkova)